# The New York Review of Science Fiction
The New York Review of Science Fiction (NYRSF) is een Amerikaans tijdschrift waarin sciencefiction, fantasy en horror gerecenseerd wordt.
Het blad wordt maandelijks uitgegeven sinds 1988 door Dragon Press, de redactie wordt gevormd door het echtpaar David G. Hartwell en Kathryn Cramer. 
Het tijdschrift wil zich onderscheiden door de literaire nadruk in de boekrecensies en essays. Bekende schrijvers die in 2005 bijdragen leverden waren onder andere Brian Aldiss, Gregory Benford, Samuel R. Delany, Michael Moorcock en Michael Swanwick.